# Sindicato Único Nacional de Trabajadores Universitarios
El Sindicato Único Nacional de Trabajadores Universitarios, SUNTU, se constituye en México el 12 de octubre de 1979, integrado por 33 sindicatos de trabajadores de universidades del país, sumando un total de 43 236 afiliados. La demanda fundamental es la firma de un Contrato Ley que se aplicaría a todas las universidades del país y el reconocimiento de un sindicato nacional universitario.

## Historia
Al reformarse el artículo 3o de la Constitución Política de los Estados Unidos Mexicanos se eleva a rango constitucional la Autonomía Universitaria, se reconoció la contratación colectiva en las universidades autónomas, se les otorgó el reconocimiento a la sindicalización a los trabajadores académicos y administrativos en el apartado "A" del artículo 123 Constitucional, se les reconoció el derecho a afiliarse en una federación, pero no al sindicato nacional.
Por esa situación al llevarse a cabo el I Congreso Nacional Ordinario del SUNTU, los días 13 y 14 de junio de 1981 se tomó la decisión de adoptar el nombre de Federación Sindical Unitaria de Trabajadores Universitarios (FSUNTU), para pugnar porque se les otorgara un registro por parte de las autoridades laborales del país. Esta organización continuó vigente hasta los años noventa, cuando se decidió reorganizarla y el 22 de enero de 1995 se decidió constituir a la actual Federación Nacional de Sindicatos Universitarios (FNSU) que agrupa a treinta y dos sindicatos de instituciones de Educación Superior del país.